# 東京大学駒場寮

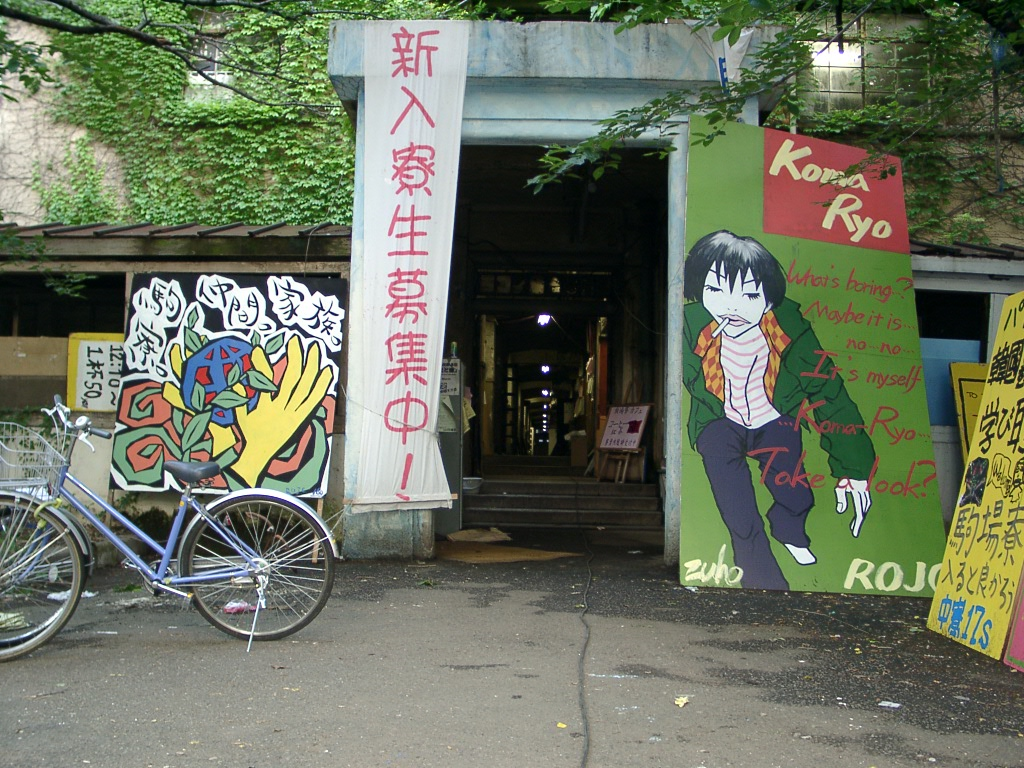
入寮募集期の北寮入口

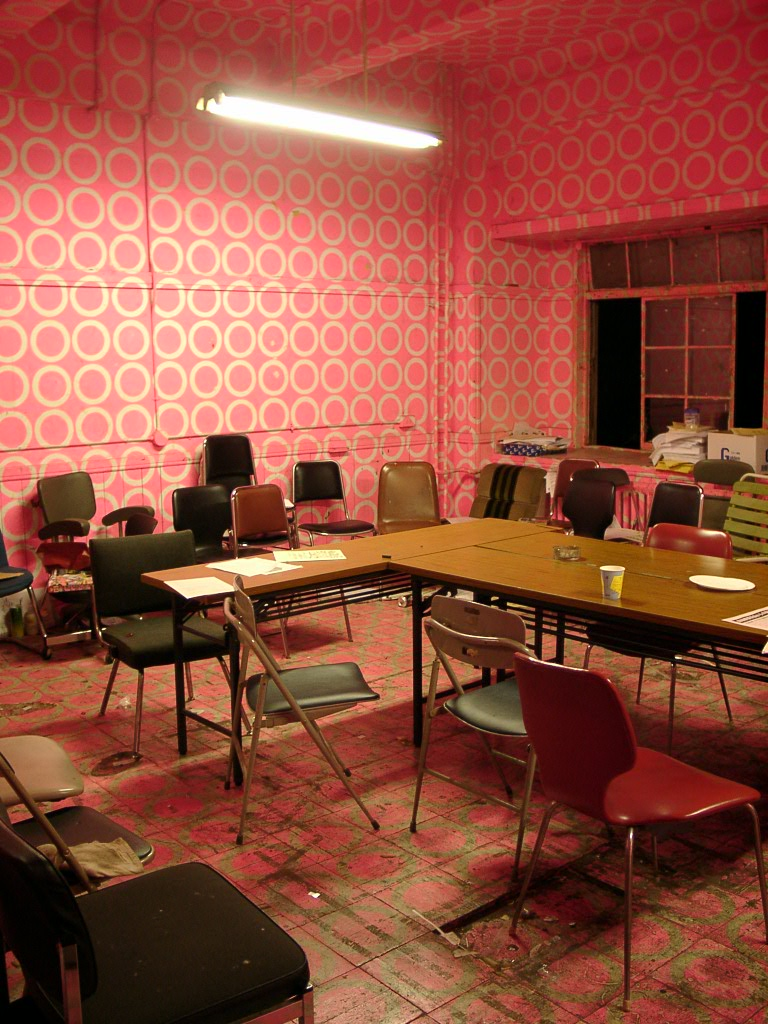
会議室、通称ピンクルーム。

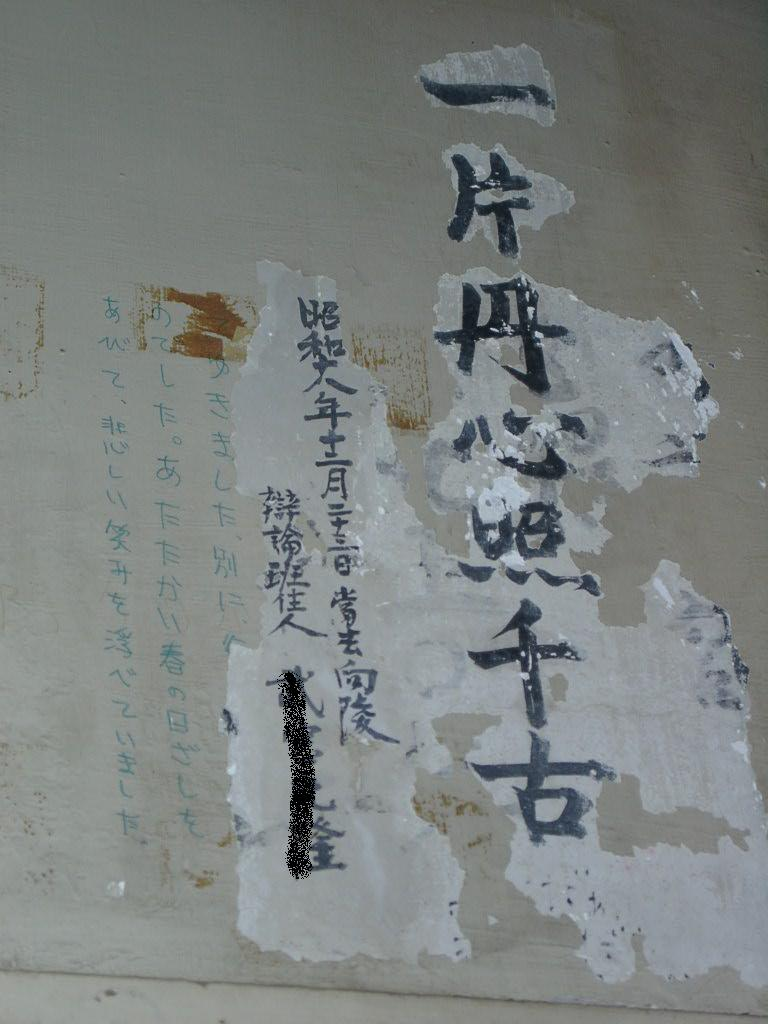
昭和18年12月の落書、学徒出陣式の2ヶ月後である。

東京大学 駒場寮（とうきょうだいがく こまばりょう）は、東京大学駒場Iキャンパス東部にかつて存在した学生自治寮である。建設当初から1950年の学制改革による改組までは旧制第一高等学校の駒場寄宿寮だった。東大紛争などで急進派学生の拠点の一つになった。
駒場Iキャンパス再整備計画の一環として1991年から廃寮が進められていたが、2001年8月22日に強制執行が行われるまで大学と自治会の間で建物の明け渡しについて争われた。廃寮後跡地に駒場コミュニケーション・プラザが建てられた。

## 建築
1935年に建設された。旧制高校寄宿舎の多くが木造なのと異なり鉄筋コンクリート構造。3階建て。設計者は内田祥三。
3つのほぼ同じ建物（北寮、中寮及び明寮）が平行に並んでいたが、1つの建物（明寮）だけは長手方向が短くなっている点が異なる。いずれの建物も３階建て。各階の構造はほぼ同一であり、建物の長手方向に長い廊下が設置されている。
1部屋は約24畳の板張りが基本で、各部屋にはスチームヒーターが備えられている。「1部屋に8人から11人が入る大部屋式」とする資料もあるが、実際には廊下を挟んで向かい合わせの2部屋を1セットとし、北側を居住スペース、南側を勉強部屋として利用する運用が行われた。当初は6人で1セットを使っていたが、後にこのセット運用は廃止され、1980年代以降は1部屋3人が基本となる。
長らく男子寮だったが、1990年代後半に学生自治会が女子の入寮を認め、女子寮生部屋が設置された。
携帯電話が普及する前の時代であるが、各部屋に固定電話はなく、電話は取り次ぎであった。駒場寮を出て、目の前に公衆電話があった。

## 駒場小劇場
放置されていた「寮食堂北ホール」を1976年に野田秀樹らの夢の遊眠社が改装して、使用料は無料、約300人収容可能な演劇スペースとし、「駒場小劇場」とした。略称「駒小」。如月小春、堤泰之、宮城聰などがこの劇場で活動した。駒場寮廃寮後は「駒場小空間」が代替となった。

## 寮食堂
寮食堂が平日及び週末に朝食、昼食及び夕食を提供した。駒場寮の寮生に限られず、誰でも寮食堂を利用することができた。
寮食堂の建物は、北寮、中寮及び明寮の建物と別個に構築されていた。

## 沿革

### 旧制一高時代
- 1890年　旧制一高（当時、第一高等中学校）木下廣次校長が学生自治を認め自治寮を開設。
- 1935年9月14日　旧制一高が駒場に移転。当時は北寮・中寮・南寮の三寮。
- 1939年9月6日　明寮を開設。
- 1950年　旧制一高から新制東京大学教養学部へと移管される。南寮は研究棟に。

### 東京大学時代
- 1976年頃　寮食堂建物の北側部分が劇場として改装され、｢駒場小劇場｣と命名される。
- 1991年10月 駒場寮廃寮を計画に含む三鷹国際学生宿舎構想が教養学部教授会、東京大学評議会に承認される[2]。
- 1993年6月 寮食堂で集団食中毒が発生し営業停止処分を受ける。寮食堂を運営する東大生協は、施設の老朽化・採算の悪化などを理由に営業再開を断念し、翌年正式に廃止された。
- 1995年4月 大学側が新入生の入寮者募集を停止。学生側はこれを認めず、新入寮生募集を継続。
- 1996年4月 大学側が「廃寮」宣告。
- これ以降大学と、大学の言う「違法に占拠する学生」との対立が激化。大学は電力供給を停止し、数度にわたって警備員を大量動員して寮生を追い出そうとし、解体工事を強行した。
- 1997年10月 東京大学（国）が寮内に残っている学生ら44人と寮自治会などを相手取って、明け渡しを求める訴えを東京地裁に起こした[13]。
- 2000年3月28日 大学（国）側の請求を認め、寮生らに明け渡しを命じる地裁判決。
- 2001年8月22日 強制執行によって学生が退去させられる[14]。

## 駒場寮が登場する主な文学・映画
- 『わが一高時代の犯罪』高木彬光、1951年
- 『僞證の時』大江健三郎、『死者の奢り』所収
- 『ムツゴロウの青春記』ほか、畑正憲
- 『回想の東大駒場寮』高橋健而老、文藝春秋、1994年
- 『二十歳のころ』立花隆＋東京大学教養学部立花隆ゼミ、新潮社、1998年
立花隆（1959年入寮）、野田秀樹（1975年入学）らの寮生時代も取材されている。
- 『駒場の七つの迷宮』小森健太朗、2000年
- 『反乱のボヤージュ』（原作・脚本：野沢尚）TVドラマ、2001年10月6-7日放送
※駒場寮存続運動に着想を得たドラマだが実際とは全く異なる。
- 『ホリエ戦記 K24S ホリエモン闘牌録』原作：堀江貴文・漫画：本そういち、2012年
※東大進学で上京し、北寮24Sに入寮した自身の学生時代を近代麻雀連載で漫画化。単行本は全2巻。
- 『哲学者にならない方法』土屋賢二、2013年
- 『東大駒場寮物語』松本博文、2015年